# Anarchisme et féminisme
L'anarchisme et le féminisme sont deux mouvements qui se côtoient depuis la seconde moitié du XIXe siècle. Les anarcho-féministes voient le patriarcat comme l'une des premières manifestations de la hiérarchie dans nos sociétés. Ce combat contre la hiérarchie des genres les amènent à combattre également d'autres formes de hiérarchie qui reposent sur des institutions ou des concepts comme le capitalisme, l'État, la famille, les rôles de genre et le système d'éducation.

Le symbole de l'anarcho-féminisme.

## Anarcha-féminisme

Le noir et le violet sont les couleurs de l'anarcho-féminisme.

L'anarcha-féminisme ou anarcho-féminisme, s'est développé dans les années 1960, mais il s'appuie sur des auteurs de la fin du XIXe siècle et du début du XXe, comme Emma Goldman, Louise Michel et Voltairine de Cleyre. En essence, cette théorie voit la lutte anarchiste comme une composante essentielle de la lutte féministe et vice-versa. La féministe du XVIIIe siècle, Mary Wollstonecraft, par exemple, avait des positions proto-anarchistes. Durant la guerre civile espagnole, l'organisation féminine libertaire Mujeres Libres (Femmes libres) organisaient la défense des idées anarchistes et féministes.
Les anarcha-féministes critiquent les vues de plusieurs théoriciens anarchistes traditionnels comme Proudhon ou Bakounine, parce qu'ils ont parfois vu le patriarcat comme un problème mineur qui est inhérent au seul capitalisme et disparaitrait avec celui-ci. Quelques-uns ont même supporté le patriarcat. Proudhon, par exemple, voyait la famille comme l'unité de société la plus basique et, dans sa moralité et sa pensée, les femmes avaient la responsabilité de remplir un rôle traditionnel à l'intérieur de la famille.

## Combats
Un aspect important de l'anarcho-féminisme est son opposition aux conceptions traditionnelles de la famille, de l'éducation et des rapports de genre. L'institution du mariage est l'une des plus largement attaquées. Voltairine de Cleyre argumentait que le mariage étouffe la croissance individuelle, et Emma Goldman argumentait que « c'est premièrement un arrangement économique... [la femme] le paie avec son nom, sa vie privée, son estime de soi, toute sa vie ». Les anarcho-féministes ont aussi défendu des structures familiales et éducationnelles non-hiérarchiques, et ont eu un rôle de premier plan dans la création de l'École moderne de New York, basée sur les idées de Francesc Ferrer i Guàrdia.
Dans les cercles anarcho-féministes anglophones, aux États-Unis, le terme "Manarchist" (en) a récemment émergé comme étiquette péjorative pour les anarchistes masculins qui sont désintéressés des préoccupations féministes, qui sont ouvertement anti-féministes ou qui se comportent de façons jugées patriarcales ou misogynes. Le terme a été formé dans un questionnaire datant de 2001, Are You a Manarchist?.
Dans les temps modernes, l'anarcho-féminisme est remarqué pour sa grande influence sur l'écoféminisme. « Les Écoféministes notent justement, qu'à l'exception des anarcho-féministes, aucune perspective féministe n'a reconnu l'importance de soigner la nature/division culturelle. »
Les anarcho-primitivistes, inspiré(e)s par les travaux d'anthropologues comme Jared Diamond et Eleanor Leacock - qui décrit une relation typiquement égalitaire entre les hommes et les femmes dans les sociétés de chasseurs/euses-cueilleurs/euses - croient que l'agriculture n'a pas seulement donné naissance aux formes de domination comme les distinctions de classe, mais aussi au patriarcat et au sexisme.

### Groupes anarcha-féministes contemporains
- Collectif de l'émission de radio Ainsi Squattent-Elles ! (Québec)
- Collectif La Rivolta! (Boston, MA, États-Unis), inactif, site
- Koedukacyjna Unia Rewolucyjno-Wyzwoleńczo-Anarchistyczna (Pologne), site
- Les Sorcières (Québec), site
- Les Madres de la Plaza de Mayo (Argentine)
- Mujeres Creando (Bolivie)
- Radical Cheerleaders (en)